# Retaliate
Retaliate è il primo album del gruppo death metal/grindcore  del Maryland Misery Index pubblicato nel 2003.

## Tracce
1. Retaliate – 3:28
2. The Lies That Bind – 2:47
3. The Great Depression – 2:40
4. Angst Isst Die Seele (Anxiety Eats the Soul Up) – 4:16
5. Demand the Impossible – 4:29
6. Order Upheld/Dissent Dissolved – 2:21
7. Servants of Progress – 2:15
8. The Unbridgeable Chasm – 3:29
9. Bottom Feeders – 2:06
10. History Is Rotten – 3:33

- Nell'album come bonus track è inclusa la cover di "Birth of Ignorance" dei Brutal Truth.

## Formazione
- Jason Netherton - voce, basso
- Sparky Voyles - chitarra
- Matt Byers - batteria